# Tetracloroalluminato

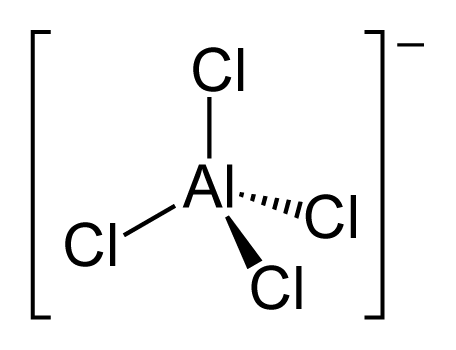
Struttura tetraedrica dello ione tetracloroalluminato

Il tetracloroalluminato è un anione inorganico di formula AlCl−4, costituito da un atomo di alluminio centrale impegnato in quattro legami covalenti con altrettanti atomi di cloro. Oltre ad indicare lo ione stesso, il termine viene anche utilizzato per riferirsi ai sali tetracloroalluminati. Avendo carica negativa netta, l'anione non può essere né isolato né sintetizzato puro, ma solo sotto forma di sale. La sintesi tipica prevede il trattamento a caldo del cloruro d'alluminio con un cloruro metallico monovalente, come ad esempio il cloruro di sodio, in modo da ottenere il tetracloroalluminato corrispondente:
AlCl3 + NaCl → NaAlCl4
Lo ione tetracloroalluminato svolge un ruolo fondamentale nel meccanismo di reazione della sintesi di Friedel-Crafts, dove viene generato in situ a partire dal cloruro di alluminio andando a stabilizzare il catione organico responsabile della conseguente addizione elettrofila su di un anello aromatico.